# بیوه کودرک
بیوهٔ کودرک (فرانسوی: La Veuve Couderc‎) یک فیلم درام فرانسوی به کارگردانی پیر گرانیه-دفر است که در سال ۱۹۷۱ منتشر شد. از بازیگران آن می‌توان به سیمون سینیوره، آلن دلون، ببی لاپوئنت و اوتاویا پیکولو اشاره کرد.
این فیلم بر پایهٔ رمانی به همین نام اثر ژرژ سیمنون ساخته شده است و با فروش ۱۶۳ هزار دلار در هفته اول اکران، در صدر جدول گیشه نمایش در پاریس قرار گرفت.